# Sympetrum hypomelas
Sympetrum hypomelas – gatunek ważki z rodziny ważkowatych (Libellulidae). Występuje w północnych i północno-wschodnich Indiach, Nepalu, Chinach (w Tybecie), Mjanmie i Bangladeszu.
W 2020 roku za młodszy synonim Sympetrum hypomelas został uznany takson Sympetrum himalayanum, opisany w 1934 roku na podstawie jednego okazu – samca odłowionego w Kurseong w Bengalu Zachodnim (północno-wschodnie Indie).